# 제4차 이토 내각
제4차 이토 내각(일본어: 第4次伊藤内閣)은 입헌정우회 총재, 원로 이토 히로부미가 제10대 내각총리대신으로 임명되어, 1900년 10월 19일부터 1901년 6월 2일까지 존재한 일본의 내각이다.

## 재직 기간
- 1900년(메이지 33년) 10월 19일 ~ 1901년(메이지 34년) 6월 2일
- 재직일수 : 227일

## 개요
이전 3차례의 이토 내각과 달리 이토 계열 관료와 구 헌정당에 의해 결성된 입헌정우회가 여당인 사실상의 정당 내각이다. 1900년(메이지 33년) 9월 15일에 입헌정우회가 결성되면서 내각총리대신 야마가타 아리토모가 창당 직후의 입헌정우회를 흔들기 위해서 총재에 취임한 이토 히로부미에게 강제로 정권을 강요하는 형태로 성립하였다. 외무대신·육군대신·해군대신 이외에 전원이 입헌정우회에 입당해 있었다. 하지만 야마가타 아리토모는 육군과 귀족원을 이용해서 입헌정우회에 대한 공격을 감행하였고, 메이지 천황의 조서에 의해 겨우 사태를 수습하였다. 더불어 입헌정우회의 실력자였던 체신대신 호시 도루가 부패로 사퇴하게 되면서 아직 융화되지 않았던 이토 계열 관료와 구 헌정당 계열의 의견 대립이 표면화되었다. 한편 입헌정우회 내부에서 철도의 신규 착공 예산을 요구하는 목소리가 높아졌고, 신임 체신대신 하라 다카시가 이를 필사적으로 저지하고 있었다. 이 때 대장대신 와타나베 구니타케가 공채에 의존한 사업의 전부 정지를 제안하였다. 당시 철도부설법에 따라 철도 건설은 철도 공채 발행으로 모두 충당되었으며, 이 제안은 신규는 물론 기존 철도 공사도 모두 정지하자는 말에 가까웠다. 이에 격분한 하라와 다른 각료들의 항의를 받은 와타나베는 고립되었고, 이토 히로부미는 사임하였다. 1901년(메이지 34년) 5월 10일부터 추밀원 의장이자 반열 사이온지 긴모치가 내각총리대신을 임시 겸임하였다.

### 국무대신
| 출신번벌 : 공가 사쓰마번 조슈번 도사번 기타 번 |

| 직책         | 대수 | 성명              | 성명 | 출신                  | 취임일           | 퇴임일           | 비고      |
| ------------ | ---- | ----------------- | ---- | --------------------- | ---------------- | ---------------- | --------- |
| 내각총리대신 | 10   | 이토 히로부미     |      | 조슈번 후작           | 1900년 10월 19일 | 1901년 5월 10일  |           |
| 내각총리대신 | -    | 사이온지 긴모치   |      | 공가 후작 귀족원      | 1901년 5월 10일  | 1901년 6월 2일   | 임시 겸임 |
| 외무대신     | 15   | 가토 다카아키     |      | 오와리번              | 1900년 10월 19일 | 1901년 6월 2일   |           |
| 내무대신     | 19   | 스에마쓰 노리즈미 |      | 부젠국 남작           | 1900년 10월 19일 | 1901년 6월 2일   |           |
| 대장대신     | 12   | 와타나베 구니타케 |      | 다카시마 번 자작      | 1900년 10월 19일 | 1901년 5월 14일  |           |
| 대장대신     | -    | 사이온지 긴모치   |      | 공가 후작 귀족원      | 1901년 5월 14일  | 1901년 6월 2일   | 임시 겸임 |
| 육군대신     | 12   | 가쓰라 다로       |      | 조슈 번 자작 육군대장 | 1900년 10월 19일 | 1900년 12월 23일 |           |
| 육군대신     | 13   | 고다마 겐타로     |      | 조슈 번 남작 육군중장 | 1900년 12월 23일 | 1901년 6월 2일   | 겸임      |
| 해군대신     | 12   | 야마모토 곤노효에 |      | 사쓰마 번             | 1900년 10월 19일 | 1901년 6월 2일   |           |
| 사법대신     | 14   | 가네코 겐타로     |      | 후쿠오카번 남작       | 1900년 10월 19일 | 1901년 6월 2일   |           |
| 문부대신     | 19   | 마쓰다 마사히사   |      | 오기번 중의원         | 1900년 10월 19일 | 1901년 6월 2일   |           |
| 농상무대신   | 17   | 하야시 유조       |      | 도사번 중의원         | 1900년 10월 19일 | 1901년 6월 2일   |           |
| 체신대신     | 14   | 호시 도루         |      | 에도 중의원           | 1900년 10월 19일 | 1900년 12월 21일 |           |
| 체신대신     | 15   | 하라 다카시       |      | 난부 번               | 1900년 12월 21일 | 1901년 6월 2일   |           |
| 반열         | -    | 사이온지 긴모치   |      | 공가 후작 귀족원      | 1900년 10월 27일 | 1901년 6월 2일   |           |

### 기타
| 출신번벌 : 사쓰마번 조슈번 기타 번 |

| 직책         | 대수 | 성명                | 성명 | 출신            | 취임일           | 퇴임일         | 비고 |
| ------------ | ---- | ------------------- | ---- | --------------- | ---------------- | -------------- | ---- |
| 내각서기관장 | 11   | 사메지마 다케노스케 |      | 사쓰마번 귀족원 | 1900년 10월 19일 | 1901년 6월 2일 |      |
| 법제국장관   | 9    | 오쿠다 기진         |      | 돗토리번        | 1900년 10월 24일 | 1901년 6월 2일 |      |